# Premier Division 2023-2024 (Antigua e Barbuda)
La Premier Division 2023-2024 è stata la cinquantunesima edizione della massima serie del campionato Bermudiano di calcio. Il campionato è iniziato il 25 novembre 2023 e si è concluso il 6 maggio 2024. 
Il Grenades era la squadra campione in carica, avendo conquistato il suo primo titolo nazionale nella stagione 2022-2023. Il titolo è stato vinto dall'All Saints United

## Stagione

### Aggiornamenti
Dal campionato 2022-2023 sono retrocessi in First Division Five Islands e Liberta, ultime due classificate del campionato, insieme con il Blue Jays, terzultimo e sconfitto negli spareggi promozione/retrocessione. Al loro posto sono stati promossi Garden Stars, Green City e John Hughes dalla First Division.

### Formula
Le 16 squadre partecipanti giocano un girone di andata e ritorno, per un totale di 30 giornate. Al termine del campionato, la prima classificata è campione di Antigua e Barbuda e si qualifica per le competizioni CONCACAF, mentre le ultime due classificate sono retrocesse in First Division e la terzultima gioca uno spareggio promozione/retrocessione contro un'altra squadra di First Division.

## Squadre partecipanti
| Club              | Città              | Stagione precedente           |
| ----------------- | ------------------ | ----------------------------- |
| All Saints United | All Saints Village | 2° in Premier Division        |
| Empire            | Saint John's       | 11° in Premier Division       |
| Garden Stars      | Parham             | First Division                |
| Green City        | Saint Mary         | First Division                |
| Grenades          | Saint John's       | Campione di Antigua e Barbuda |
| Hoppers           | Saint John's       | 7° in Premier Division        |
| John Hughes       | Saint Mary         | First Division                |
| Old Road          | Saint Mary         | 4° in Premier Division        |
| Ottos Rangers     | Saint John's       | 8° in Premier Division        |
| Parham            | Parham             | 12° in Premier Division       |
| Pigotts Bullets   | Piggotts           | 13° in Premier Division       |
| SAP               | Saint Mary         | 5° in Premier Division        |
| Swetes            | Saint John's       | 6° in Premier Division        |
| Tryum             | Saint John's       | 9° in Premier Division        |
| Villa Lions       | Saint John's       | 3° in Premier Division        |
| Willikies         | Willikies          | 10° in Premier Division       |

## Classifica
|                              | Pos. | Squadra           | Pt | G  | V  | N | P  | GF | GS | DR  |
| ---------------------------- | ---- | ----------------- | -- | -- | -- | - | -- | -- | -- | --- |
| Antigua e Barbuda (bandiera) | 1.   | All Saints United | 49 | 18 | 16 | 1 | 1  | 69 | 14 | +55 |
|                              | 2.   | Grenades          | 49 | 18 | 16 | 1 | 1  | 63 | 15 | +48 |
|                              | 3.   | Old Road          | 38 | 18 | 12 | 2 | 4  | 50 | 24 | +26 |
|                              | 4.   | Villa Lions       | 33 | 18 | 10 | 3 | 5  | 42 | 26 | +16 |
|                              | 5.   | Hoppers           | 29 | 18 | 9  | 2 | 7  | 41 | 50 | -9  |
|                              | 6.   | Pigotts Bullets   | 26 | 18 | 7  | 5 | 6  | 32 | 28 | +4  |
|                              | 7.   | Garden Stars      | 25 | 18 | 7  | 4 | 7  | 26 | 24 | +2  |
|                              | 8.   | John Hughes       | 23 | 18 | 7  | 2 | 9  | 24 | 33 | -9  |
|                              | 9.   | Green City        | 22 | 18 | 6  | 4 | 8  | 18 | 27 | -9  |
|                              | 10.  | Willikies         | 18 | 18 | 4  | 6 | 8  | 29 | 40 | -11 |
|                              | 11.  | Parham            | 15 | 18 | 3  | 6 | 9  | 22 | 41 | -19 |
|                              | 12.  | Swetes            | 14 | 18 | 4  | 2 | 12 | 28 | 48 | -20 |
|                              | 13.  | SAP               | 14 | 18 | 3  | 5 | 10 | 25 | 52 | -27 |
|                              | 14.  | Ottos Rangers     | 13 | 18 | 2  | 7 | 9  | 20 | 35 | -15 |
|                              | 15.  | Empire            | 11 | 18 | 3  | 2 | 13 | 20 | 52 | -32 |
|                              | 16.  | Tryum             | 0  | 0  | 0  | 0 | 0  | 0  | 0  | 0   |

Legenda:
      Campione di Antigua e Barbuda e ammessa alle competizioni CONCACAF.
 Ammessa allo spareggio promozione-retrocessione
 Retrocessione diretta.